# Elecciones parlamentarias de Transnistria de 2000
El 10 de diciembre de 2000 se celebraron elecciones parlamentarias en la república separatista de Transnistria. 42 De los 43 escaños estaban disponibles para elección, la mayoría de los cuales fueron ganados por candidatos independientes. Las mujeres constituían 4 de los 42 representantes electos. Grigore Mărăcuţă fue elegido para un tercer mandato como presidente, con el apoyo de 39 de los 41 representantes presentes en su elección.

## Resultados
| Partido                        | Partido              | Escaños |
| ------------------------------ | -------------------- | ------- |
|                                | Unidad               | 9       |
|                                | Renovación           | 7       |
|                                | Poder para el pueblo | 1       |
|                                | Independientes       | 25      |
| Vacante                        | Vacante              | 1       |
| Total                          | Total                | 43      |
| Fuente: Dirección de Migración |                      |         |